# لو هيل
لو هيل (بالإنجليزية: Lou Hill)‏ هو سياسي أسترالي، ولد في 31 أغسطس 1944. حزبياً، نشط في حزب العمال الأسترالي. وقد انتخب عضو الجمعية التشريعية فيكتوريا.